# Markos Botsaris
Markos Botsaris (gr. Μάρκος Μπότσαρης, fr. Markos Botzaris; ur. 1790 w Suli, zm. 21 sierpnia 1823 w Karpenisi) – francuski i grecki wojskowy, działacz Filiki Eteria. W 1812 roku został awansowany do stopnia majora w armii napoleońskiej, następnie był jednym z kluczowych uczestników wojny o niepodległość Grecji. Uczestnik bitwy pod Petą, pierwszego oblężenia Missolungi i w bitwie pod Karpenisi, podczas której poległ. Został pochowany w Missolungi.
Na jego cześć nazwano plac w Strasburgu, a także ulicę stację metra w Paryżu. W 1827 roku francuski rzeźbiarz David d’Angers wykonał marmurowy pomnik Botsarisa.
Jego osobie Victor Hugo poświęcił siedem wierszy.